# شینیچی موریشیتا
شینیچی موریشیتا (به انگلیسی: Shinichi Morishita) بازیکن فوتبال اهل ژاپن و عضو تیم ملی فوتبال ژاپن است که در تاریخ ۰۴ ژوئن ۱۹۸۵ میلادی اولین بازی ملی‌اش را انجام داد. او در ۲۸ بازی ملی حضور داشت و آخرین بازی ملی خود را در تاریخ ۲ ژوئن ۱۹۹۱ میلادی انجام داد. شینیچی موریشیتا در بازی‌های ملی‌اش
گلی به ثمر نرساند.